# Marcq (Yvelines)
Marcq ist eine französische Gemeinde mit 790 Einwohnern (Stand: 1. Januar 2022) im Département Yvelines in der Region Île-de-France. Sie gehört zum Arrondissement Rambouillet und zum Kanton Aubergenville (bis 2015: Kanton Montfort-l’Amaury). Die Einwohner werden Marcquois genannt.

## Geographie
Marcq liegt 24 Kilometer nördlich von Rambouillet und etwa 38 Kilometer westlich von Paris. Die Nachbargemeinden von Marcq sind Andelu im Norden, Montainville im Nordosten, Beynes im Osten, Saulx-Marchais im Südosten, Auteuil im Süden, Autouillet im Südwesten sowie Thoiry im Westen und Nordwesten.

## Bevölkerungsentwicklung
| Jahr      | 1793 | 1821 | 1841 | 1861 | 1881 | 1901 | 1921 | 1946 | 1962 | 1968 | 1975 | 1982 | 1990 | 1999 | 2006 | 2013 |
| Einwohner | 489  | 500  | 446  | 416  | 367  | 375  | 354  | 306  | 319  | 375  | 383  | 478  | 509  | 597  | 682  | 735  |

Ab 1962 nur Einwohner mit Erstwohnsitz

## Sehenswürdigkeiten
Siehe auch: Liste der Monuments historiques in Marcq (Yvelines)
- Kirche Saint-Rémy aus dem 12. Jahrhundert mit Umbauten aus dem 17. Jahrhundert
- Schloss aus dem 17. Jahrhundert mit Park

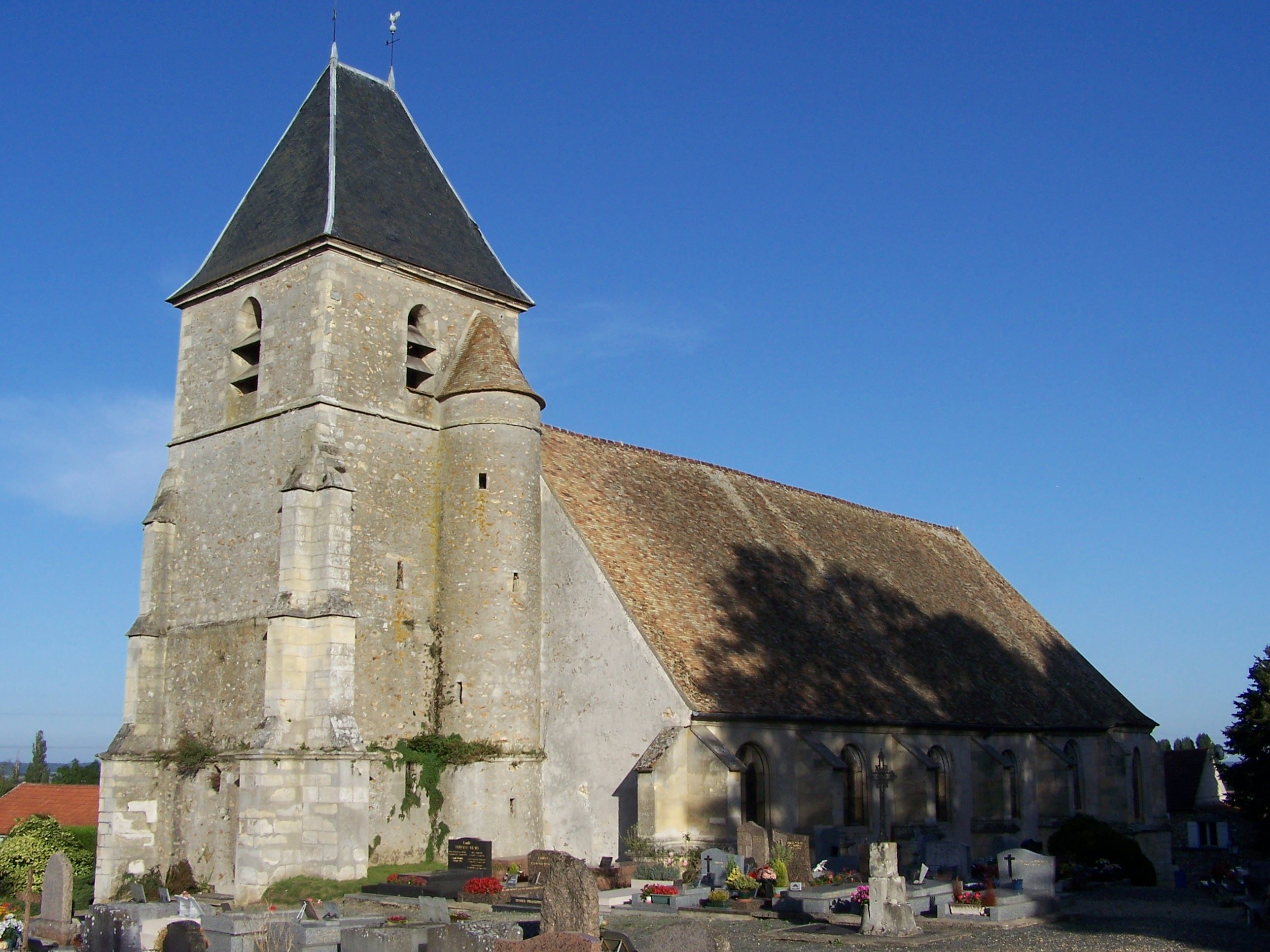
Kirche Saint-Rémy

## Persönlichkeiten
- Guillaume Marescot (1567–1643), Staatsmann